# ニガミ17才
ニガミ17才（ニガミじゅうななさい、英語: Nigami 17th birthday!!）は、日本のロックバンド。所属レーベルはEXXENTRIC RECORDSおよび苦味興行。

## 来歴

### 結成まで
2014年7月初旬、嘘つきバービーのベース兼ボーカル岩下優介が同バンド解散約1年後に、新しいバンドを作ろうと思い、小銭喜剛をバンドに誘う。（以前から「岩下が新しくバンドを作ろうとしている」という噂を耳にしていた小銭が、岩下から久々に「飯行こうぜ」と言われた際、自分とバンドを組もうとしているのではないかと思った。そこで家族の了承も必要だと思い、岩下に何も連絡せずに飲みの席に家族を連れてきた。）
7月10日、下北沢で開催されたブルースのセッションイベントで、小銭とイザキタツルが出会う。そこで意気投合し、一緒にスタジオで演奏したいと思い、連絡先を交換する。
8月初旬、小銭が岩下とイザキをスタジオに誘い、岩下とイザキが出会う。岩下は30～40分遅刻してしまい、ジャムセッション中に何度も頭を下げる‘‘詫びスタート‘‘となった。その頃岩下はキーボードを演奏していた。
10月初旬、岩下・イザキ・小銭・もう一人でバンド「nani-nani」を結成。だが、一度も音源発表・ライブをしていない。
2015年1月初旬、岩下が「nani-nani」を脱退。理由として、売れたくて新たにバンドを作ったのに、「nani-nani」には売れるオーラのようなものがなかったからだと話している。
4月1日、吉祥寺の花見で、平沢あくびを含めた「ニガミ17才」が初めて出会う。そこには嘘つきバービーのメンバーもいた。
岩下は女性メンバーをバンドに入れようと思い、あくびに探してもらっていた。しかし見つけることは出来ず、6月初旬に岩下が、楽器演奏の経験がほとんど無かったあくびをバンドに誘う。当時あくびは女優活動をしていたので、バンド活動をするのか、女優活動を続けるのかで悩んでいた。小銭から「二足の草鞋でも良いと思う」と言われたが、二足の草鞋で出来るようなバンドならやりたくないと思っていた。そして悩んだ挙句、「岩下がまた音楽をやってくれるなら」と思い、女優として所属していた事務所を辞めた。その後岩下は、小銭・イザキをバンドに誘い直す。
9月18日、まだ結成を発表していない状態でシークレットライブに出演する。「町の変態」「ラブレター」「かわきもの」の3曲を披露した。このときから岩下はギター・ボーカルを、あくびはキーボードを担当。
12月2日、「ニガミ17才」として、URBANフェチのライブ「科学特捜隊」に出演。

### 2016 - ：活動開始
- 1月11日、初のレコーディングが行われる。
- 1月23日、「一分で作れる晩ご飯」をYouTube上に解禁。
- 2月24日、ニガミ17才初企画「ニガミとやさしい怪人◎」を開催。一日限定で会場限定シングル『◎』（「かわきもの」「ラブレター」収録）を発売。一日限定にした理由は、少ない人数・今の自分たちの規模でしかできない一番面白いことをやりたかったから。
  - 『◎』の購入者には「歌詞作りに3文字参加できる」権利が与えられた。集まった言葉をアナグラムのようにして歌詞を作った。
- 5月27日、ニガミ17才企画「ニガミとやさしい怪人△」を開催。一日限定で会場限定シングル『△』(「おいしい水」「町の変態」収録）を発売。『△』の購入者には「チクッ」という音声を送ってもらい、その音声を組み合わせて曲を作った。
  - 『◎』の際に作った歌詞、『△』の際に作った曲を組み合わせて、ニガミ17才a 収録「A」が完成した。
- 8月1日、毎年恒例となる早朝6時30分からの「あくびのラジオ体操」がスタートする。
- 12月16日～24日、「ニガミ17才a」のレコーディングが行われる。

#### 2017年
- 2月11日、「ニガミ17才a」より「おいしい水」のMVが公開される。主演はお笑い芸人のデッカチャン、監督は加藤マニが担当[1]。
- 2月17日、ニガミ17才初となるミニアルバム「ニガミ17才a」を発売[2]。公式サイトにて詳細が伝えられ、販売・予約は公式サイト内のみで行われていた[3]。アルバムの発売に合わせ初の全国ツアー「ニガミ17才Aー2017ー」を北海道・福岡県・長崎県・大阪府・愛知県・宮城県・東京都で開催。
- 5月15日、ニガミ17才のキャラクター「ニガミちゃん」がヴィレッジヴァンガード下北沢店の店長になる。
- 10月23日～27日、「ただし、BGM」のレコーディングが行われる。

#### 2018年
- 2月17日、6月6日発売の2ndミニアルバム「ニガミ17才b」の早期購入予約を開始。「ただし、BGM」のMVが公開。
  - 公式サイトでの早期購入特典には、「メンバー全員引っ越し記念特典」として「カーテンとレールを繋げるやつ」等、複数の特典が贈呈[4]。
- 5月1日～8日、「ニガミ17才b」のレコーディングが行われる。（レコーディング中に「テクノロジーの鬼」が生まれ、完成する」
- 6月6日、ミニアルバム「ニガミ17才b」を発売。
- 7月17日、同アルバムより「化けるレコード」のミュージックビデオを公開。毎月「７」が付く恒例となる「ニガミ17にち」がスタートする。
- 7月18日、全国ツアー「ニガミ17才Bー2018ー」を北海道・宮城県・福岡県・愛知県・大阪府・東京都で開催。大阪府・心斎橋Pangaeaでは初のワンマンとなった。

#### 2019年
- 〃は、新曲が発表されることはないものの、多くのメディアに出演する年となった。
- 4月19日、テレビ朝日「金曜日のどっち!?」にあくびが出演。7月26日の放送から準レギュラーとなる。
- 4月25日、ニガミ17才企画「ニガミ17才と。」を開催。
- 7月26日、「FUJI ROCK FESTIVAL'19」、9月15日「コヤブソニック2019」などのフェスに出演した。
- 8月9日、でんぱ組.incのシングル「ボン・デ・フェスタ」に、岩下が作詞、ニガミ17才が作編曲し提供した「生でんぱ」がカップリングとして収録され、発売。
- 9月2日、TOKYO MIX「69号室の住人」に出演。
- 9月30日、フジテレビ「HEY! HEY! NEO!」に出演。「ただし、BGM」を披露。これが地上波初登場となった。
- 10月
  - 17日、それまでツイキャスで配信していた「ニガミ17にち」がYouTubeへ移行した。
  - 23日、日本テレビ「ZIP!」のSHOWBIZコーナーで特集。
  - 21日～26日、「幽霊であるし」のレコーディングが行われる。
- 11月20日、28日、29日、「不定期大演奏会」を東京都・大阪府・愛知県で開催。
- 12月
  - 18日、「ニガミ17才a」「ニガミ17才b」がサブスク解禁。
  - 19日、「幽霊であるし」の録り直しが行われる。
  - 31日、TBS 「CDTV 2019-2020」内の「CDTV令和2年イチオシアーティスト」に選ばれる。

#### 2020年
- 1月
  - 4日、日本テレビ「バズリズム02」内の「2020年 コレがバズるぞ！ BEST10」で2位に選ばれる。スタジオトークに加え、「ただし、BGM」を披露。
  - 13日、「幽霊であるし」のMVが公開。
  - 14日、「踊る!さんま御殿！」にあくびが出演。
  - 24日、31日、日本テレビ「東京暇人」に岩下・あくびが出演。
- 2月
  - 7日、「幽霊であるし」がサブスク等で配信開始。
  - 15日、20日、24日、26日、全国対バンTour「ニガミ17才と。-2020-」を石川県・大阪府・北海道・宮城県で開催。
  - 19日、「ROCK AX Vol.4」に出演。
- 3月10日、「ニガミアジト」が完成する。
- 3月14日、NHK「シブヤノオト」に出演。「幽霊であるし」を披露。同日、ニッポン放送にて、岩下・あくびによる「ニガミ17才のオールナイトニッポン０」が放送。
- 4月1日、あくびのCDと物販梱包配信がスタート。同日から「69号室の住人」のオープニングSEを担当。
- 4月19日、フジテレビ「Love music」にメインゲストとして出演。「幽霊であるし」の披露だけでなく、スタジオトーク等、バンドについて詳しく特集するコーナーが設けられていた。
- 5月22日、文化放送にて、岩下・あくびによるニガミ17才の2時間のラジオ特番「音楽で日本をアゲる！～ニガミ17才の違和感ソングコレクション～」が放送。
- 6月
  - 21日、FM長崎にて、岩下・あくびによるニガミ17才の1時間の特別プログラム「ニガミ17才の長崎であるし」が放送。
  - 28日、「ニガミ17じかん」生配信。ライブ終了後、メンバーから岩下に11月17日に約二年半ぶりのCDを発売することが明かされた。
  - 30日、Tokyo  FM「SCHOOL OF LOCK!」に岩下・あくびが出演[5]。
- 7月29日、InterFM897にて岩下・あくびによる「あくびのラジオ体操配信直前SP特番」が放送。
- 8月1日、「ビバラ！オンライン 2020」に出演。
- 11月17日 ミニアルバム「ニガミ17才o」を発売。完全数量限定盤にはDVD「ニガミ17才ab」付き。17時間ぶっ続け連続生配信企画「ニガミ17じかん」をダイジェストで収録した。そして、BLOODTYPE 4部作が完結した。

#### 2021年
- 4月14日、小銭が脱退。理由は家庭内の事情[6]。
- 8月17日、新たなドラマーを募集[7]。

ニガミ17才は事務所に所属しておらず、事務作業、ライブの手配、グッズの配送、メールのやりとり、スケジュール調整、出演交渉、ギャラ交渉などを全てメンバーが行っている。

## メンバー
岩下 優介（いわした ゆうすけ、1982年4月6日（42歳） - ）長崎県佐世保市出身
- ボーカル、ギター、サンプラーを担当。
- 元「嘘つきバービー」。当時はベース、ボーカルを担当。
- ニガミ17才の楽曲すべての作詞作曲を手掛ける。
- 嘘つきバービー解散後は音楽を職業にするのをやめようと思っていた。その頃、友人である平沢あくびが毎週月曜日に、当時流行っている音楽のCD（サカナクションやSuchmosなど）とあくびが好きなお酒を岩下の家に置いていくという行動を繰り返す[8]。この行動の理由として あくびは、「岩さん(岩下)が音楽をやめようと思ってることを知り、このまま音楽をやめてしまうのはもったいなく、続けて欲しいと思ったから」と話している。これまで岩下は自分が好きな音楽しか聴いてこなかったが、その音楽を聴くうちに「日本の音楽ってかっこいい表現が評価されている」「もう一回勝負したい」と思い、バンド活動を始めた[9]。
- 影響を受けた楽曲の一つとして、サカナクションの「スローモーション」を挙げている。
- 突然死するかもしれない病気を患っている。一度心肺停止からの蘇生を経験し、体にはICD（植え込み型除細動器）が埋め込まれている。
- ほとんどの野菜が苦手である。特にトマト。
- 曲の歌詞等が思いつかないときは逆立ちをよくする。

平沢 あくび（ひらさわ あくび、1989年12月28日（35歳） - ）
- シンセサイザーを担当。
- 元女優。大半の楽曲でコーラスも担当。自身を岩下のアングラな感性を地上に上げるための翻訳者であると例えている[10]。
- 加入当時は全く楽器が弾けなかった[11]。
- 妄想癖がある。
- 趣味はラジオ体操。
- 絵が得意であり、その絵はグッズのデザインなどで見ることができる。
- 書道が得意であり、ニガミ17才の楽曲「おいしい水」「ただし、BGM」「化けるレコード」のMV中に表示されるタイトルは、あくび自身が書いたものである。あくび本人によると、現在は準7段。
- 鳥が大好き。ニガミ17才の楽曲「化けるレコード」の"化ける"は、あくびが以前飼っていたインコの名前"ばける"でもある。
- アルバイトへ向かう信号待ち中に「踊る!さんま御殿!!」の出演依頼メールが届いた。
- 嘘つきバービーの大ファンである[12]。
- 岩下の突然死する病気を受け「岩さんの残りの人生を少しでも楽しいものにしたい」と女優を辞め、人生を賭けバンドに加入[12]。

イザキ タツル（生年月日非公表）
- ベースを担当。
- 小銭喜剛とセッションシーンで出会い、その後誘いを受けバンドに加入。
- ニガミ17才のトラックの元となるものはイザキ発信が多く、それを岩下が主となってアレンジする。
- 様々なアーティストのサポートを行っている。
- イザキのみの公式ウェブサイトが存在する[13]。
- 安楽亭でバイトしていた。5～6年続いたが、「恥ずかしいのであまりこの事実を公開したくない」という。ちなみにイザキはお肉が大好物。
- コーヒー、ビールが好き。
- バイク乗り。
- 犬派。
- 本人の「謎っぽいイメージが良い」という意思により、生年月日は明らかになっているが表記していない。

### サポートメンバー
kyon（きょん）
- ドラムス担当。"短パン"名義でURBANフェチのドラムスを担当する。
- 小銭脱退以降、ヨコピー加入までサポートを務めた。

谷 朋彦（たに ともひこ）
- ドラムス担当。眞名子新などのサポートを務める。ex.プププランド。
- ヨコピー脱退以降、矢尾とともにサポートを務める。

矢尾 拓也（やお たくや）
- ドラムス担当。須田景凪などのサポートを担当。ex.パスピエ。
- ヨコピー脱退以降、谷とともにサポートを務める。

### 旧メンバー
小銭 喜剛（こぜに よしたか、生年月日非公表）
- ドラムスを担当。
- 元「ミドリ」でドラムを務めていた。
- 妻と2人の子どもがいる。
- 自分の作るお好み焼きに絶対の自信があり、週一で作っている。
- 右腕の二の腕に「極」というタトゥーが彫られている。
- 「わっしょい」が口癖。
- めちゃくちゃポジティブであり、ストレスも全く無いと言うが、最近円形脱毛症ができた。
- 現在スネ毛がない。
- トークなどではよく他メンバー（主に岩下）にいじられたり怒られたりことが多いが、グループの雰囲気を明るくする大切なメンバーである。
- 2021年4月14日に家庭内の事情により脱退。

ヨコピー（????年9月2日 - ）
- ドラムスを担当。メランコリック写楽の元メンバー。
- 2022年4月1日より加入するが、同年11月29日を以って脱退。

## 作品

### アルバム
レーベル：苦味興行 NIGAAJI
|     | 発売日         | タイトル    | 規格品番                                        | 収録曲 |
| --- | -------------- | ----------- | ----------------------------------------------- | --- |
| 1st | 2017年2月17日  | ニガミ17才a | NIGA-1701                                       | 1. おいしい水 2. 湯きり少女とイクツかの妄想 3. ゴーゴーエアバイク 4. あの娘かわいそうに 5. かわきもの 6. A  |
| 2nd | 2018年6月6日   | ニガミ17才b | NIGA-1702                                       | 1. 化けるレコード 2. もつれ 3. ラブレター 4. ただし、BGM 5. テクノロジーの鬼 6. 町の変態 7. ねこ子          |
| 3rd | 2020年11月17日 | ニガミ17才o | 通常盤: EXXREC-0026 完全数量限定盤: EXXREC-3003 | 1. Jimmy Perkins 2. こいつらあいてる 3. オフィシャル・スポンサー 4. 幽霊であるし 5. 生でんぱ 6. & Billboard |

### 配信シングル
レーベル：EXXENTRIC RECORDS/苦味興行
|     | 発売日        | タイトル     | 収録曲       | 備考                                             |
| --- | ------------- | ------------ | ------------ | ------------------------------------------------ |
| 1st | 2020年2月7日  | 幽霊であるし | 幽霊であるし | 音楽ダウンロード、および定額サービスにてデジタル |
| 2nd | 2021年9月15日 | HEELS        | HEELS        |                                                  |
| 3rd | 2024年3月1日  | まるのみ     | まるのみ     |                                                  |

### 楽曲提供
でんぱ組.inc
- 「生でんぱ」作詞：岩下優介、作曲・編曲：ニガミ17才 - シングル「ボン・デ・フェスタ」（2019年8月9日、MEME TOKYO、PPTF-8123）c/w曲[16]

TOKYO MX1「69号室の住人」オープニングSE

## タイアップ一覧
| 使用年 | 曲名             | タイアップ                                                        |
| ------ | ---------------- | ----------------------------------------------------------------- |
| 2019年 | おいしい水       | dTVチャンネル『デバッグ・トゥ・ザ・フューチャー』主題歌           |
| 2019年 | 化けるレコード   | AbemaTV『ABEMA Prime』5月エンディングテーマ                       |
| 2020年 | こいつらあいてる | MBS・TBS系『プレバト!!』2020年12月・2021年1月度エンディングテーマ |

## ニガミ17じかん
2020年6月28日に6:00から23:00にかけてYouTubeで行われた17時間連続のトーク&ライブ生配信番組。
2020年5月17日の生配信「ニガミ17にち」の放送にてメンバーの思いつきから考案。各方面のスタッフから賛同が寄せられ実施が決まった。ライブツアーが新型コロナウイルスの影響で中止になるなど達成感がないことから、バンド名にかけて217項目の企画の達成に挑戦。最後は渋谷LUSHでの無観客ライブが無料生配信された。
またこの日のためにデザイン会社・Sabeevoと共に新グッズを制作。。Tシャツ・タンブラー・タオル・キーホルダーが販売された。
行われた企画
- あくびのラジオ体操配信
- 怪盗ぞなもし「ぞなもしチャレンジ」
- ちっさい達成
- 視聴者達成
- ニガミ17才ヒストリー
- 任天堂に頼ってみよう（視聴者とスプラトゥーン2対戦）
- 岩下のノド休めクイズ
- わがままフェスドラフト会議
- 目指せ一攫千金! 宝塚記念を当てよう!
- 先取り夏祭り
- タツル小銭の爆弾処理ゲームしてみよう（ゲーム「完全爆弾解除マニュアル」プレイ）
- ニガミ17にち名珍場面大賞
- サンシャイン坂田「17の代打チャレンジ」
- 生ライブ

(セットリスト)
01. A
02. おいしい水
03. ただし、BGM
04. ねこ子
05. 湯切り少女とイクツかの妄想
06. 町の変態
07. 化けるレコード
08. かわきもの
encore. ニガミ17才学 (メドレー)
ライブ終了後には11月17日に約2年半ぶりの新作CDをリリースすることをメンバーから岩下にサプライズで発表された。放送後の6月30日「SCHOOL OF LOCK!」出演の際にミニアルバムであることが決定。

## ラジオ出演
- 2020年3月14日 - ニッポン放送「ニガミ17才のオールナイトニッポン0(ZERO)」
- 2020年5月22日 - 文化放送特番「音楽で日本をアゲる!」メインパーソナリティ